# 278-й бронекавалерийский полк
278-й бронекавалерийский полк (англ. 278th Armored Cavalry Regiment) — тактическое соединение Армии Национальной гвардии США бригадного состава. Является подразделением Национальной гвардии штата Теннесси. Пункт постоянной дислокации управления полка — город Ноксвилл (штат Теннесси).

## История
Первоначально формирование было создано 25 марта 1887 года как 3-й Теннессийский пехотный полк (3rd Tennessee Infantry Regiment) на базе 3-й бригады Теннессийской милиции.

### Первая мировая война
14 сентября 1917 года 3-й Теннессийский пехотный полк был реорганизован и переименован в 117-й пехотный полк 30-й дивизии. В составе 30-й дивизии по прозвищу «Дивизия старое гикори» (The Old Hickory Division) полк участвовал в Первой мировой войне.
С 19 августа по 4 сентября 1918 года 117-й пехотный полк участвовал в битве на Лисе. 30-я дивизия захватила Мочёный Апельсин (Moated Orange), Вормезиле, шлюз № 8 и Ланхоф-Фме и заняла линию, соединяющую эти населенные пункты с первоначальным фронтом у Ганнерс-Лодж.
22 сентября — 1 октября 1918 года полк участвовал во второй битве на Сомме. 26—27 сентября 30-я (американская) дивизия атаковала с линии отхода между 300 и 400 метрами восточнее линии между Ла-О-Брюйер (La Haute Bruyere) и Малакофф-Фме.
29 сентября 1918 года 30-я (американская) дивизия прорвалась через линию Гинденбурга. Сразу же после прорыва 30-я дивизия пересекла канал и захватила Белликур, а затем вошла в Наруа. Именно в Белликуре (Франция), 30-я дивизия прорвалась через «Линию Гинденбурга», и эта победа ускорила окончание войны.
8 октября 1918 года 30-я (американская) дивизия, при поддержке танков 59-й пехотной бригады и одного батальона 60-й пехотной бригады, наступала на северо-восток, захватила Бранкур-ле-Гран и Премон и вышла на линию от Фме-де-ла-Пьете (Fme de la Piete) до восточной окраины Премона.
11 октября 30-я (американская) дивизия заняла Во-Андиньи, Ла-э-Меннересс и вышла на северо-западную окраину Сен-Мартен-Ривьер, её фронт простирался на север вдоль западного берега реки Ла-Сель до Сен-Бенин.
117-й пехотный полк вернулся в Соединённые Штаты после подписания перемирия 11 ноября 1918 года.
В 1921 году перед старой Ноксвильской высшей школой на углу улиц Восточная 5-я авеню и Ламар-стрит был установлен памятник 117-му пехотному полку 35°58′26″ с. ш. 83°55′15″ з. д.. Он состоит из атакующего солдата с поднятым кулаком и винтовкой. Несколько мемориальных досок вокруг базы чтят память солдат, погибших в бою, и перечисляют достижения полка.

### Вторая мировая война
10 июня 1944 года 117-й пехотный полк пересёк Ла-Манш и высадился на пляже Омаха в Нормандии. Первоначально полк перебазировался на плацдарм близ Лизона, Франция. Полк оставался здесь до 2 июля 1944 года. Первые жертвы Второй мировой войны были понесены здесь в результате немецкого огня 88-мм зенитных орудий по плацдарму. Первоначальная задача полка состояла в том, чтобы заменить некоторые части 29-й дивизии, которые были почти сразу же потеряны в день «Д». Остатки 30-й пехотной дивизии отправились в Нормандию и почти сразу же были брошены в бой против немецкой армии.
04:30 утра 7 июля 1944 года, в рамках первоначального прорыва с Нормандского плацдарма, 117-й пехотный полк атаковал реку Вир вместе со 120-м пехотным полком. 7 июля 1944 года они атаковали канал Вир-Тот, создав плацдарм в направлении Ле-Ланд, к востоку от Сен-Жан-де-Де (Saint-Jean-de-Daye), который 3-я бронетанковая дивизия передала полку.
В ночь на 7 июля 1944 года и снова утром 9 июля 1944 года полк отбил наступление немецкой Танковой учебной дивизии.
11 июля 116-й пехотный полк, в составе 30-й пехотной дивизии наступавшей на Сен-Ло, сдержал немецкую контратаку вдоль шоссе От-Вент (Hauts-Vents). Пон-Эбер (Pont Hebert) пал после затяжных боёв 14 июля 1944 года. Патрули достигли дороги Перье-Сен-Ло (Periers-Saint-Lô) к 18 июля 1944 года.
11:30 24 июля 1944 года истребители-бомбардировщики Р-47 8-й воздушной армии, в ходе операции «Кобра», нанесли дружественный огонь по позициям 30-й пехотной дивизии США. Во время воздушной атаки убит генерал-лейтенант Лесли Макнейр, находившийся в боевых порядках 30-й пехотной дивизии.
26 июля 1944 года 117-й пехотный полк занял возвышенность с видом на Сен-Ло. Бронетехника и пехота прошли через брешь в немецкой обороне и двинулись на юг. 30-я пехотная дивизия открыла путь только что прибывшей 3-й армии Паттона в Бретань и далее на Брест, Франция.
31 июля 1944 года дивизия заняла хорошо обороняемый Труагот и 6 августа 1944 года сменила 1-ю пехотную дивизию близ Мортена. 30-я пехотная дивизия и 117-й пехотный полк подверглись сильной немецкой контратаке, которая прорвала их позиции в этом районе на следующий день во время боя за Авранш.
Утром 6 августа 1944 года полк двинулся на юго-запад в район Браси, Франция, близ Мортена, чтобы сменить 26-ю пехотную дивизию и занять оборонительные позиции. В сумерках стало ясно, что немцы находятся в районе расположения 1-го батальона. Около 01.30 утра 7 августа 1944 года 117-й пехотный полк был атакован войсками 1-й танковой дивизии СС «Адольф Гитлер». Между полуночью и 04:00 полк подвергся интенсивному и разрушительному миномётному и артиллерийскому огню. Вражеская авиация обстреливала поддерживающие артиллерийские подразделения, пытавшиеся вести свой огонь по немецким танкам и пехоте. Ситуация стала критической на рассвете, когда основные силы немцев атаковали в густом тумане и захватили два ротных блокпоста. Рота С 117-го пехотного полка удерживала свои позиции, что заставило немцев приостановить атаку. Полковник Уолтер М. Джонсон, командир полка, отдал приказ держаться любой ценой, потому что за спиной 117-го пехотного полка не было ничего, что могло бы остановить немцев от выхода к морю. Новая оборонительная линия была создана на затонувшей дороге, разделённой пополам шоссе из Жювиньи в Сен-Бартелеми и расположенной на холме с видом на Сен-Бартелеми. От недостатка живой силы, командование ввело в бой поваров, писарей, посыльных и административный персонал батальонов и полковых штабов. Пехотинцы Теннесси удерживали свои позиции против интенсивных атак немецкой пехоты и бронетехники.
Поздно вечером 8 августа 1944 года немцы предприняли новую крупномасштабную атаку, используя многочисленные танки и свежую пехоту. Несмотря на плохой расклад, 117-й пехотный полк остановил немецкое наступление. Решительные и упрямые теннессийские стрелки и пулемётчики удержали свои позиции и остановили немецких пехотинцев. Основная тяжесть атаки пришлась на роту «Б» из Эйтенса, штат Теннесси. Рядовой Тимоти Л. Бирт из роты «Б» был командиром взвода и в конце концов стал командиром всех взводов. Под сильным огнём противника он нес приказы, боеприпасы, пайки и почту с командного пункта роты во все взводы. Шесть раз он ремонтировал телефонные линии между КП и взводами. Он помогал эвакуировать тяжелораненых солдат из открытого поля под интенсивным огнём противника. Дважды он ездил с носилками, чтобы помочь эвакуировать раненых. Однажды во время боя он служил наблюдателем и корректировал огонь 60-мм миномёта роты. Рядовой Бирт из сельского округа Мегс (штат Теннесси), был награждён крестом «За выдающиеся заслуги».
Во время боёв при Мортене и Сен-Бартелеми 117-й пехотный полк и 30-я пехотная дивизия стали известны как «рабочая лошадка Западного фронта». Она также была известна как «Войска СС Рузвельта», названные так немецким верховным командованием из-за постоянной энергии и давления, которое дивизия оказывала на элитную 1-ю танковую дивизию СС «Лейбштандарт СС Адольф Гитлер». По словам трёх высших немецких генералов, опрошенных после Второй мировой войны (Йодль, Кейтель и Кессельринг), битва за Мортен и Сен-Бартелеми была одной из двух важнейших операций, приведших к поражению Германии на западном фронте. 1-й батальон 117-го пехотного полка в Сен-Бартелеми, задержал основные силы немецкой армии в Нормандии, что позволило бронетанковым войскам генерал-лейтенанта Джорджа Паттона мчаться вперёд через Францию, тем самым сократив войну на много месяцев.
11 августа 1944 года 117-й пехотный полк снова перешёл в наступление и отбросил немецкие части к Мортену. 117-й пехотный полк вместе с остальной частью 30-й американской пехотной дивизии затем продвинулся на восток за 2-й американской бронетанковой дивизией, взяв Нонанкур 21 августа 1944 года.
117-й пехотный полк был переброшен на грузовиках 14 августа в окрестности Руэля близ Донфрона. Немецкая артиллерия обстреляла батальоны полка, вынудив их спешиться и пешком двинуться в Л’Онле-л’Аббай (l’Onlay-l’Abbaye), Франция. 117-й пехотный полк форсировал реку Сена близ Мант-Грассикура в 25 милях (40 км) к западу от Парижа, чтобы заменить американскую 79-ю пехотную дивизию, которая создала плацдарм через реку Сену. После двухдневных боев полк быстро продвигался по открытой местности в сторону Бельгии.
30-я пехотная дивизия (с 117-м пехотным полком) была первой американской пехотной дивизией, которая вошла в Бельгию 2 сентября 1944 года и продвинулась через реку Маас в Визе и Льеже 11 сентября 1944 года. 117-й пехотный полк был первым подразделением союзников, вошедшим в Нидерланды 13 сентября 1944 года.
14 сентября 1944 года 117-й и 119-й пехотные полки продвинулись в Маастрихт к востоку от реки Маас, где 2-й батальон 117-го пехотного полка очистил район к западу от реки.
117-й пехотный полк атаковал из Маастрихта в направлении немецкой границы в районе Шерпензиля Германия, начиная с утра 17 сентября 1944 года. Здесь немецкое сопротивление усилилось, поскольку немцы использовали 150-мм артиллерию против полка, когда они приблизились к границе.
Во второй половине дня 19 сентября 1944 года 1-й батальон переправился в Германию и вошёл в город Шерпензиль. На следующее утро полк планировал атаку на линию Зигфрида, которую немцы называли непобедимой крепостью.
119-й и 120-й пехотные полки атаковали Западную стену к северу от Ахена, и 18 сентября 1944 года первые достигли позиций на реке Вурм. 30-я пехотная дивизия атаковала через реку Рейн между Ахеном и Гейленкирхеном 2 октября 1944 года преодолевая сильное немецкое сопротивление. На следующий день 117-й пехотный полк захватил Уэбах (Uebach) после ожесточенных боев, когда 119-й пехотный полк наконец захватил замок Римбург.
В 11:00 часов 2 октября 1944 года 117-я пехотная дивизия вместе с остальной частью 30-й пехотной дивизии начала атаку на линию Зигфрида близ Паленберга, Германия. Именно здесь рядовой Гарольд Г. Кинер из Алина, штат Оклахома, из роты F 117-го пехотного полка получил Медаль Почета. Вместе с четырьмя другими солдатами рядовой Кинер вел фронтальную атаку на дот линии Зигфрида близ Паленберга (Германия). Пулемётный огонь с сильно защищенной позиции противника в 25 ярдах (23 м) прижал атакующих. Немцы бросили ручные гранаты, одна из которых упала между рядовым Кинером и двумя другими солдатами. Не колеблясь, рядовой Кинер бросился на гранату, заглушив взрыв. Своим доблестным поступком и добровольной жертвой собственной жизни он спас двух своих товарищей от серьёзного ранения или смерти. Орденом Почёта посмертно награждён рядовой Кинер. Рядовой Кинер был четвёртым солдатом из полка, награждённым медалью Почёта.
117-му пехотному полку помогали части 2-й бронетанковой дивизии, которые продолжали медленно продвигаться к Западной стене. 1-й батальон 117-го пехотного полка был единственным ведущим батальоном, взламывавшим Западную стену за весь XIX армейский корпус. Продвижение полка было остановлено сильной немецкой контратакой 9 октября 1944 года, которая изолировала 119-й полк в Северном Вюрселене. Окружение Ахена было завершено 16 октября 1944 года, когда 117-я пехотная дивизия вступила в контакт с 1-й пехотной дивизией.
17 декабря 1944 года 117-й пехотный полк был направлен в район сбора в окрестностях бельгийского города Озе (Hauset) в бельгийских Арденнах. В пути полк был остановлен помощником командира дивизии и отвлечён на Мальмеди и Ставло, чтобы блокировать мощную немецкую контратаку. Когда полк подошёл к Ставло, было отмечено, что немецкое танковое подразделение уже заняло город. Части 117-го пехотного полка получили приказ отбить Ставло, ключевой перекресток на реке Амблев. Когда они двигались к своим целям, Ось Салли объявила по радио в то утро, хвастаясь мощной контратакой через Арденны, которую, по её словам, невозможно остановить. Она сказала: «Фанатичная 30-я дивизия, войска СС Рузвельта, на пути к спасению, но на этот раз она будет полностью уничтожена!» Когда полк подошёл к городу Ставло, в центре города были замечены огромные танки Тигр II (Panzerkampfwagen VI Ausf. B) и штурмовые стрелки. 1-й батальон полка атаковал и занял оборонительную позицию на городской площади. 1-й батальон был усилен истребителями танков, пулемётами и миномётами. В конце дня два американских джипа и два полутонных грузовика с рёвом въехали в Ставло, нагруженные немцами, одетыми в американскую форму, с оружием наперевес. Теннессианцы из 117-го быстро уничтожили всех захваченных немцев и захватили джипы и грузовики.
Было установлено, что немцы заняли Ставло с 1-й танковой дивизией СС «Лейбштандарт СС Адольф Гитлер». Это был второй раз, когда 1-я дивизия СС «Лейбштандарт СС Адольф Гитлер» столкнулась с 117-м пехотным полком и 30-й пехотной дивизией во время Арденнского наступления зимой 1944—45 годов. 1-я дивизия СС «Лейбштандарт СС Адольф Гитлер», ударное ядро 1-го танкового корпуса СС и острие 6-й танковой армии СС, отказалась от своей попытки отбить Ставло после того, как 117-й пехотный полк отбил шесть фанатичных немецких атак 20 декабря 1944 года. Ставло, как и Мортен, был ключом к наступлению 6-й танковой армии СС в Арденнах. По оценкам, не менее 1000 немецких убитых были выложены на берегу реки Амблев, что было немым свидетельством героических действий 1-го батальона 117-го пехотного полка.
117-й пехотный полк двинулся в Германию и прибыл в немецкий Варлаутенхайд, в 2:00 3 февраля 1945 года. 19 февраля 1945 года генерал-майор Лиланд Хоббс, командир 30-й пехотной дивизии, за наступление под Сен-Бартелеми (Мортен) наградил Президентской благодарностью полк за действия во Франции под Сен-Бартелеми. Они также были награждены бельгийским фуррагером (Fourragere) за выступление в Арденнах и за участие полка в освобождении Бельгии 4—10 сентября 1944 года.
23 февраля 1945 года 117-й пехотный полк форсировал реку Рур и продолжил продвижение в самое сердце Германии. 27 февраля 1945 года части 83-й пехотной дивизии и 2-й бронетанковой дивизии прошли через позиции 117-го полка, чтобы использовать прорыв на реке Рур. Полк возглавил форсирование 9-й армией реки Рейн в 02:00 часов 24 марта 1945 года. Они поехали на запад в Штоккум, Германия, затем пересекли автобан и отправились в Хюнксе, Германия. 27 марта 1945 года они захватили здесь немецкий аэродром. 31 марта 1945 года 117-й пехотный полк захватил канал Липпе, а затем прошёл 55 миль (89 км) до Бренштайнфурта, Германия. Здесь они столкнулись с массовой капитуляцией немецких солдат. Здесь они встретили первый из потоков союзных пленных, худых, как скелеты, освобождённых из немецких лагерей военнопленных вместе с рабочими из Польши, Чехословакии, Советского Союза и Франции.
В течение апреля 1945 года полк продолжал наступление на восток. В 06:00 7 апреля 1945 года 117-й пехотный полк атаковал и взял город Гамельн, Германия. Гамельн знаменит детской сказкой братьев Гримм «Гамельнский крысолов». Здесь полк захватил в плен сотни немецких солдат.
17 апреля 1945 года полк овладел городом Магдебург на реке Эльбе. Полк двинулся на восток утром 18 апреля 1945 года и к полудню сомкнулся на реке Эльбе, где им было приказано занять оборону и ждать Рабоче-крестьянскую Красную армию. Полк три недели ждал русских и конца войны. 27 мая 1945 года британские войска заняли Магдебург, а 117-й пехотный полк продвинулся на 150 миль (240 км) на юг к Эльсницу и Бад-Эльстеру, Германия, недалеко от чехословацкой границы для оккупации. В планах была переброска полка и 30-й пехотной дивизии на тихоокеанский театр боевых действий для борьбы с японцами.
13 августа 1945 года полк сел на корабль и отплыл в Саутгемптон, Англия. Перед отплытием из Саутгемптона известие о капитуляции Японии отменило планы переброски полка на Тихий океан. 17 августа 1945 года полк отплыл на борту RMS Queen Mary от океанского пирса в Саутгемптоне. Они прибыли в Нью-Йорк 21 августа 1945 года. 21 августа 1945 года 117-й пехотный полк переехал в Форт-Джексон. 117-й пехотный полк был инактивирован 17—24 ноября 1945 года в Форт-Джексоне, Южная Каролина.

### Холодная война
1 марта 1959 года 117-й пехотный полк был реорганизован по новой системе Combat Arms Regimental System (CARS): 117-й полк стали составлять 1-й, 2-й, 3-й, 4-й батальоны в составе 30-й бронетанковой дивизии. 2 и 3 батальоны вошли в состав 278-й пехотной бригады, 4-й батальон вошёл в состав 30-й бронетанковой бригады.
29 апреля 1977 года 278-я (отдельная) пехотная бригада была реорганизована и переименована в 278-й бронекавалерийский полк с сохранением преемственности к 117-му пехотному полку.

## Состав
- Штаб (Headquarters 278th ACR (Saber))

- Штаб и штабная рота (Headquarters and Headquarters Troop (HHT)), Ноксвилл (Warrior)

- 1-й эскадрон (1st Squadron (Cobra))

- Штаб и штабная рота (Headquarters and Headquarters Troop), Хендерсон (Headhunters)

- Отряд 1 штабной роты (Detachment 1), Headquarters and Headquarters Troop), Селмер

- Рота A (Troop A), Хантингтон (Avenger)
- Рота B (Troop B), Кларксвилл (Brut)

- Отряд 1 роты B (Detachment 1, Troop B), Спрингфилд

- Рота C (Troop C), Милан (Carnage)
- Рота D (Troop D), Ашленд-Сити
- Рота G (Troop G), Гумбольдт (Gladiator)

- Отряд 1 роты G (Detachment 1 Troop G), Парсонс

- 2-й эскадрон (2nd Squadron (Phantom Raiders))

- Штаб и штабная рота (Headquarters and Headquarters Troop), Куквилл (Havoc)

- Отряд 1 штабной роты (Detachment 1), Headquarters and Headquarters Troop), Галлатин

- Рота E (Troop E), Джеймстаун (Enforcer)

- Отряд 1 роты E (Detachment 1 Troop E), Ливингстон

- Рота F (Troop F), Макминвилл (Fox)
- Рота G (Troop G), Кроссвилл (Gunslinger)
- Рота H (Troop H), Роквуд
- Рота I (Troop I), Лафайет (Iron Fist)

- Отряд 1 роты I (Detachment 1 Troop I), Гордонсвилл

- 3-й эскадрон (3rd Squadron (Pacesetter))

- Штаб и штабная рота (Headquarters and Headquarters Troop), Маунт Кармел (Hydra)
- Рота H (Troop H), Форт-Худ, Техас (Hammer)
- Рота I (Troop I), Вильямспорт, Пенсильвания (Ironhorse)
- Рота K (Troop K), Ньюпорт (Krusher)
- Рота L (Troop L), Гриневилл (Legion)

- 4-й эскадрон (4th Squadron (Peacemaker))

- Штаб и штабная рота (Headquarters and Headquarters Troop), Маунт-Кармел (Highlander)
- Рота D (Troop D ), Клинтон (Dakota)

- Отряд 1 роты D (Detachment 1, Troop D), Роджерсвилл

- Рота N (Troop N), Суитуотер (Nightmare)
- Рота O (Troop O), Ньюпорт (Outrider)
- Рота P (Troop P), Гриневилл, (Pathfinder)
- Рота Q (Troop Q), Роквуд, (Quickdraw)

- Артиллерийский дивизион (Regimental Fires Squadron (Hickory))

- Штаб и штабная батарея (Headquarters and Headquarters Troop), Winchester
- Батарея A (Battery A), Мэривилл (Animal)

- Отряд 1 батареи A (Detachment 1 Troop A), Пиджен-Фордж

- Батарея B (Battery B), Ковингтон (Bulldogs)

- Отряд 1 батареи B (Detachment 1 Troop B), Мемфис

- Батарея C (Battery C), Смерна (Reapers)
- Батарея F (Troop F)), Льюисбург (Forerunner)

- Отряд 1 батареи F (Detachment 1 Troop F), Шелбивилл

- Инженерный эскадрон (Regimental Engineer Squadron (Phoenix))

- Штаб и штабная рота (Headquarters and Headquarters Troop), Лебанон (Hawk)
- Рота A (A/Regimental Engineer Squadron), Данлап (инженерная) (Apocalypse)

- Отряд 1 роты A (Detachment 1 A), Монтигл (инженерный) (Apocalypse)

- Рота B (B/Regimental Engineer Squadron), Расселвилл (инженерная) (Berserker)
- Рота C (C/Regimental Engineer Squadron), Ноксвилл (связь) (Shockwave)
- Рота D (D/Regimental Engineer Squadron), Нэшвилл (разведка) (Darkhorse)
- Рота E (Troop E Regimental Engineer Squadron), Смерна (Eagle)

- Эскадрон поддержки (Support Squadron (Thunderbolt)

- Штаб и штабная рота (Headquarters and Headquarters Troop), Колумбия (Atlas)
- Рота A (материальное обеспечение и транспортировка) (Troop A (Supply & Transportation)), Лобелвилл (Stallions)

- Отряд 1 роты A (Detachment 1, Troop A (Supply & Transportation)), Нью-Тазуэлл

- Рота B (боеприпасы) (Troop B (Ordnance)), Колумбия (Vikings)
- Рота C (медики) (Company C (Medical)), Ноксвилл (Cutter)
- Отряд 1 роты F (Det 1, Troop F), Парсонс

## Преемственность и награды

### Участие в операциях
- Первая мировая война
  - Битва на Лисе
  - Фландрия 1918
- Вторая мировая война
  - Нормандская операция
  - Северная Франция
  - Рейнланд
  - Арденнская операция (1944—1945)
  - Центральная Европа

### Награды
- Благодарность президента США
- Благодарность президента США
- Благодарность президента США
- Французский Военный крест с серебряной звездой, Вторая мировая война
- Французский Военный крест с пальмой, Вторая мировая война
- Бельгийский фуррагер 1940
- Орден дня бельгийской армии за действия в Бельгии
- Орден дня бельгийской армии за действия в Арденнах
- A(-)/RFS/278 ACR (Мэривилл), дополнительно имеет право на:
  - Французский Военный крест с пальмой
- HHT/2/278 ACR (Куквилл); HHT/SPT/278 (Смерна): и B(-)/1/278 ACR (Кларксвилл) каждый дополнительно имеет право на:
  - Благодарность президента Филиппин, за бои с 17 октября 1944 года по 4 июля 1945 года

### Награждённые Медалью почёта
- Джеймс Эрнест Карнес (James Ernest Karnes)

Звание и организация: сержант, рота D, 117-й пехотный полк, 30-я дивизия.
Место и дата: Близ Эстре, Франция, 8 октября 1918 года.
Цитата: Во время наступления его рота была задержана пулемётом, который располагался перед линией окопов. В сопровождении другого солдата он двинулся на эту позицию и преуспел в уничтожении пулемётного гнезда, убив 3 и захватив 7 врагов и их орудия.
- Эдвард Р. Тэлли (Edward R. Talley):

Звание и организация: сержант, рота L, 117-й пехотный полк, 30-я дивизия.
Место и дата: Близ Поншо, Франция, 7 октября 1918 года.
Цитата: Не испугавшись того, что несколько товарищей погибли при попытке вывести из строя вражеское пулемётное гнездо, сержант. Тэлли атаковал позицию в одиночку. Вооружённый только винтовкой, он бросился в гнездо под интенсивным огнем противника, убил или ранил по меньшей мере 6 членов экипажа и заставил пулемёт замолчать. Когда противник попытался выдвинуть вперед ещё одно орудие, он подавил их эффективным огнём из своей винтовки.
- Кэлвин Джон Уорд (Calvin John Ward)

Звание и организация: рядовой, рота D, 117-й пехотный полк, 30-я дивизия.
Место и дата: Близ Эстре, Франция, 8 октября 1918 года.
Цитирование: Во время наступления рота Уорда была задержана пулемётом, который стоял напротив линии американцев. В сопровождении унтер-офицера он двинулся на этот пост и преуспел в уничтожении гнезда, убив 3 и захватив в плен 7 неприятелей и их орудия.
- Гарольд Г. Кинер (Harold G. Kiner):

Звание и организация: рядовой, рота F, 117-й пехотный полк, 30-я пехотная дивизия.
Место и дата: близ Паленберга, Германия, 2 октября 1944 года.
Цитата: Вместе с 4 другими бойцами он возглавлял фронтальную атаку 2 октября 1944 года на дот линии Зигфрида близ Паленберга, Германия. Пулемётный огонь с сильно защищённой вражеской позиции в 25 ярдах (23 м) от американцев придавил атакующих к земле. Немцы бросили ручные гранаты, одна из которых упала между рядовыми. Кинером и ещё 2 людьми. Не колеблясь, рядовой Кинер бросился на гранату, заглушая взрыв. Своим доблестным поступком и добровольной жертвой собственной жизни он спас двух своих товарищей от серьёзных ранений или смерти.